# Commissione Santer
La Commissione Santer è stata la Commissione europea in carica dal 1995 al 15 marzo 1999, quando è stata costretta, in anticipo rispetto alla scadenza naturale del proprio mandato, alle dimissioni.
Alcuni membri della Commissione furono travolti da uno scandalo di corruzione; in particolare la francese Édith Cresson, rifiutandosi di dimettersi, costrinse l'intera Commissione a una dimissione collettiva. Lo spagnolo Manuel Marín divenne Primo Commissario ad interim fino al settembre 1999, quando entrò in carica la Commissione Prodi.

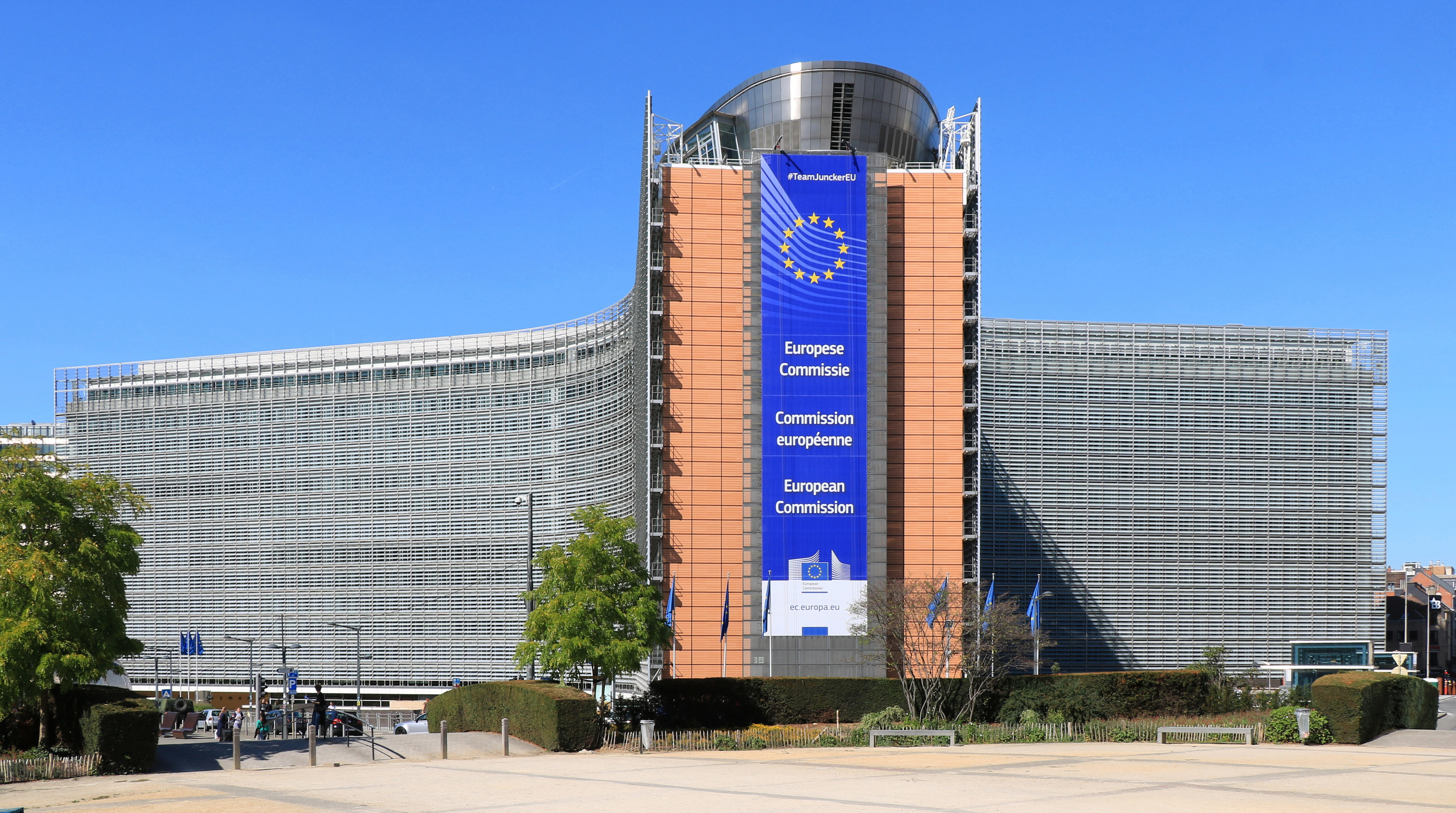
Palazzo Berlaymont, sede della Commissione europea

## Presidente
- Jacques Santer ( Lussemburgo) — Partito Popolare Europeo

Dopo i dieci anni di presidenza di Jacques Delors, un socialista francese, il posto di Presidente della Commissione europea spettava, in base ad una logica di bilanciamento, ad un esponente del Partito Popolare Europeo proveniente da un piccolo stato membro. La candidatura del primo ministro olandese Ruud Lubbers venne bloccata dal governo tedesco, a causa delle resistenze che Lubbers aveva espresso contro l'unificazione tedesca. Helmut Kohl e François Mitterrand proposero il primo ministro belga Jean-Luc Dehaene, ma la candidatura venne bocciata dal governo britannico, che riteneva Dehaene troppo europeista. La nomina del primo ministro lussemburghese Jacques Santer si impose dunque come mediazione.

## Composizione politica
- Sinistra / Socialisti (PSE): 9 membri
- Popolari / Conservatori (PPE-DE, UPE): 8 membri
- Liberali / Radicali  (ELDR, ARE): 2 membri
- Indipendenti: 1 membro

## Componenti della Commissione
| Commissario | Commissario             | Immagine                                                                                                 | Incarico e competenze | Stato       | Partito politico europeo | Partito politico nazionale                         |
| ----------- | ----------------------- | --- | --- | ----------- | ------------------------ | -------------------------------------------------- |
|             | Jacques Santer          | | Presidente della Commissione europea | Lussemburgo | PPE                      | Partito Popolare Cristiano Sociale                 |
|             | Leon Brittan            | | Vicepresidente della Commissione europea Commissario europeo per il commercio e le relazioni con l'America settentrionale, l'Australia, la Nuova Zelanda, il Giappone, la Cina e la Corea | Regno Unito | PPE-DE                   | Partito Conservatore                               |
|             | Manuel Marín            | | Vicepresidente della Commissione europea Commissario europeo per le relazioni con i Paesi del Mediterraneo, del Medio Oriente, dell'America Latina e dell'Asia                            | Spagna      | PSE                      | Partito Socialista Operaio Spagnolo                |
|             | Mario Monti             | | Commissario europeo per il mercato interno, i servizi, le dogane e le questioni fiscali                                                                                                   | Italia      | Indipendente             | Indipendente                                       |
|             | Franz Fischler          | | Commissario europeo per l'agricoltura e lo sviluppo rurale | Austria     | PPE                      | Partito Popolare Austriaco                         |
|             | Karel van Miert         | | Commissario europeo per la concorrenza | Belgio      | PSE                      | Partito Socialista Belga                           |
|             | Yves-Thibault de Silguy | | Commissario europeo per gli affari economici, finanziari e monetari | Francia     | Indipendente             | Indipendente                                       |
|             | Pádraig Flynn           | | Commissario europeo per l'occupazione e gli affari sociali | Irlanda     | UPE                      | Fianna Fáil                                        |
|             | Emma Bonino             | | Commissaria europea per la politica dei consumatori, la pesca e l'aiuto umanitario di urgenza                                                                                             | Italia      | ARE                      | Lista Pannella                                     |
|             | Ritt Bjerregaard        | | Commissaria europea per l'ambiente e la sicurezza nucleare | Danimarca   | PSE                      | Socialdemocratrici                                 |
|             | Martin Bangemann        | | Commissario europeo per l'industria e la tecnologia dell'Informazione e delle telecomunicazioni                                                                                           | Germania    | ELDR                     | Partito Liberale Democratico di Germania           |
|             | Neil Kinnock            | | Commissario europeo per i trasporti | Regno Unito | PSE                      | Partito Laburista                                  |
|             | Christos Papoutsis      | Christos Papoutsis.jpg                                                                                   | Commissario europeo per l'energia, le piccole e medie imprese e il turismo | Grecia      | PSE                      | Movimento Socialista Panellenico                   |
|             | Anita Gradin            | | Commissaria europea per l'immigrazione, gli affari interni e giudiziari, il controllo finanziario e la lotta antifrode                                                                    | Svezia      | PSE                      | Partito Socialdemocratico dei Lavoratori di Svezia |
|             | Erkki Liikanen          | | Commissario europeo per il bilancio, il personale e l'amministrazione | Finlandia   | PSE                      | Partito Socialdemocratico Finlandese               |
|             | Monika Wulf-Mathies     | Monika Wulf-Mathies.jpg                                                                                  | Commissaria europea per la politica regionale | Germania    | PSE                      | Partito Socialdemocratico di Germania              |
|             | Édith Cresson           | | Commissaria europea per gli affari scientifici, la ricerca e lo sviluppo | Francia     | PSE                      | Partito Socialista                                 |
|             | Hans van den Broek      | Minister Van den Broek terug uit Zuid Afrika op Schiphol met echtgenote, kop, Bestanddeelnr 933-4120.jpg | Commissaria europeo per la politica estera e di sicurezza comune e le relazioni con i Paesi dell'Europa Centrale e dell'Est                                                               | Paesi Bassi | PPE                      | Appello Cristiano Democratico                      |
|             | João de Deus Pinheiro   | | Commissario europeo per le relazioni con i Paesi dell'Africa, dei Caraibi e del Pacifico                                                                                                  | Portogallo  | PPE                      | Partito Social Democratico                         |
|             | Marcelino Oreja         | | Commissario europeo per le relazioni con il Parlamento e con gli Stati membri, cultura e audiovisivo                                                                                      | Spagna      | PPE                      | Partito Popolare                                   |